# Sattel-Teppichhai
Der Sattel-Teppichhai (Cirrhoscyllium japonicum) ist ein Echter Hai aus der Familie der Kragenteppichhaie. Er lebt vor den südlichen und östlichen Pazifikküsten der japanischen Inseln Kyushu und Shikoku.

## Merkmale
Die Art ist sehr langgestreckt und schlank und erreicht eine Länge von 48 cm. Sie trägt neun deutlich abgehobene Sättel auf dem Rücken, die ihr den Namen geben und deren  vordere zwei sich auf den Seiten halbkreisförmig aufgabeln. Am Hals trägt sie Barteln.

## Lebensweise
Der Sattel-Teppichhai lebt auf dem pazifischen Kontinentalschelf vor Südjapan in Tiefen zwischen 250 und 290 m. Über seine Ernährung ist wenig bekannt. Er ist ovipar und für Menschen ungefährlich.